# Кори Грейвс
Мэтью Полински (англ. Matthew Polinsky, род. 24 февраля 1984, Питтсбург, Пенсильвания) — американский комментатор рестлинга и бывший рестлер, в настоящее время работающий в WWE в качестве комментатора и аналитика на Monday Night Raw под именем Ко́ри Грейвс (англ. Corey Graves). 
Он бывший командный чемпион NXT с Эдрианом Невиллом и бывший чемпион 24/7 WWE. Полински также известен своей работой на независимой сцене под именем Стерлинг Джеймс Кинэн. Завершил карьеру рестлера в 2014 году из-за нескольких сотрясений мозга.

## Личная жизнь
По состоянию на 2020 год у Полински и его бывшей жены Эми (Шнайдер) Полински трое совместных детей. У него также есть младший брат Сэм, который выступает в National Wrestling Alliance и мексиканский промоушен CMLL под именем Сэм Адонис.
В начале 2019 года бывшая жена Грейвса разместила на своей странице в Instagram фотографию, на которой говорилось, что у Полински был роман с рестлером WWE Лией Ван Дейл, известной под псевдонимом Кармелла. Сообщение было удалено вскоре после этого, и было подтверждено, что пара уже рассталась и находится в бракоразводном процессе. Их отношения были позже показаны в 9-м сезоне реалити-шоу Total Divas. В октябре 2021 года Ван Дейл и Полински обручились. Они поженились 7 апреля 2022 года.

## Титулы и достижения
- 1 Pro Wrestling
  - Чемпион 1PW в тяжёлом весе (1 раз)[6]
- Absolute Intense Wrestling
  - Абсолютный чемпион AIW (1 раз)[7]
- Ballpark Brawl
  - Натуральный чемпион в тяжёлом весе (1 раз)[8]
- Far North Wrestling
  - Чемпион FNW в тяжёлом весе (1 раз)[7]
- Florida Championship Wrestling
  - Командный чемпион Флориды FCW (1 раз) — с Джейком Картером[9]
- Funkin' Conservatory
  - Командный чемпион FC (1 раз) — с Крисом Кейджем[10]
- International Wrestling Cartel
  - Чемпион IWC в тяжёлом весе (1 раз)[11]
  - Чемпион IWC суперинди (1 раз)[11]
- NWA East
  - Чемпион NWA East в тяжёлом весе (1 раз)
  - Командный чемпион NWA East (1 раз) — с Мэд Майком
  - Североамериканский командный чемпион NWA (1 раз) — с Брендоном К
- Pro Wrestling Illustrated
  - № 118 в топ 500 рестлеров в рейтинге PWI 500 в 2013[12]
- Pro Wrestling Zero1
  - Чемпион Соединённых Штатов Zero-One в тяжёлом весе (2 раза)[13]
- Renegade Wrestling Alliance
  - Чемпион RWA в тяжёлом весе (1 раз)
- Union of Independent Professional Wrestlers
  - Чемпион UIPW в первом тяжёлом весе (1 раз)[7]
- Wolverine Pro Wrestling
  - Чемпион WPW (1 раз)
- WWE
  - Командный чемпион NXT (1 раз) — с Эдрианом Невиллом[14]
  - Чемпион 24/7 WWE (1 раз)
- Wrestling Observer Newsletter
  - Худший комментатор телевидения (2019, 2021—2022)